# Silphium

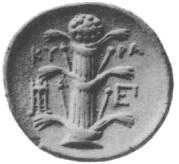
Silphium auf einer kyrenischen Silbermünze

Silphium, den Griechen bekannt als Silphion oder Sylphion (σίλφιον), den Römern als Laserpicium und der Saft als Laser, ist eine wahrscheinlich ausgestorbene Gewürz- und Allheilpflanze, die zur Gattung der Steckenkräuter (Ferula) in der Familie der Doldenblütler gehörte.
Silphium wuchs ausschließlich in der Gegend von Kyrene, gelegen in der Kyrenaika, im heutigen Libyen. Es war sowohl bei den Griechen als auch bei den Römern begehrt. Die Pflanze ist vermutlich bereits in der Antike ausgestorben. Plinius der Ältere (Naturalis historia 19,38) nennt die Pflanze Laserpitium und den Saft Laser; zu seiner Zeit war diese berühmteste Pflanze des Altertums schon so selten, dass der Saft mit Silberdenaren aufgewogen wurde. Im Übrigen stimmen seine Berichte mit denen des Theophrast überein. Ein Zweig der Pflanze wurde als fürstliches Geschenk an den Kaiser Nero in Rom geschickt. Bereits in der Antike wurde eine in Armenien und Persien wachsende Pflanze als Ersatz verwendet und oft mit demselben Namen bezeichnet (z. B. bei Dioskurides); bei ihr handelt es sich wahrscheinlich um Asant (Ferula assa-foetida), der heute noch als Medizin- und Gewürzpflanze verwendet wird. Im Jahr 2021 wurde in der Türkei eine Pflanzenart (Ferula drudeana) entdeckt, bei der es sich um Silphium handeln könnte.
Die Benennung und Identifizierung der Pflanze bei den antiken Autoren ist allerdings nicht einheitlich. Bereits Theophrast berichtet, dass es eine Pflanze Magydaris gebe, die von Silphium verschieden sei und Richtung Syrien wachse; diese werde von einigen auch Silphium genannt. Dioskurides nennt in seiner „De materia medica“ Vorkommen von Silphium aus beiden Regionen, auch wenn er die jeweiligen Pflanzen ihrer Wirkung nach unterscheidet. Da sein Interesse eher medizinisch als botanisch war, ist es möglich, dass er weniger Wert auf die tatsächlichen Pflanzenarten legte.

## Das ursprüngliche Silphium

### Vorkommen
Silphium wuchs ausschließlich in der Kyrenaika. Nach Herodot lagen die Wuchsorte „… von der Insel Platea bis an die Mündung der Syrte.“ Fast alle antiken Schriftsteller, die diese Gegend beschreiben, erwähnen die Pflanze, die eine große ökonomische Bedeutung gehabt haben muss. Silphium oder Teile davon sind auf allen kyrenäischen Münzen abgebildet. Plinius, Theophrast und Hippokrates stimmen darin überein, dass es nicht möglich gewesen sei, die Pflanze zu kultivieren. Hippokrates berichtet von fehlgeschlagenen Versuchen der Kultur in Ionien und der Peloponnes.

### Beschreibung

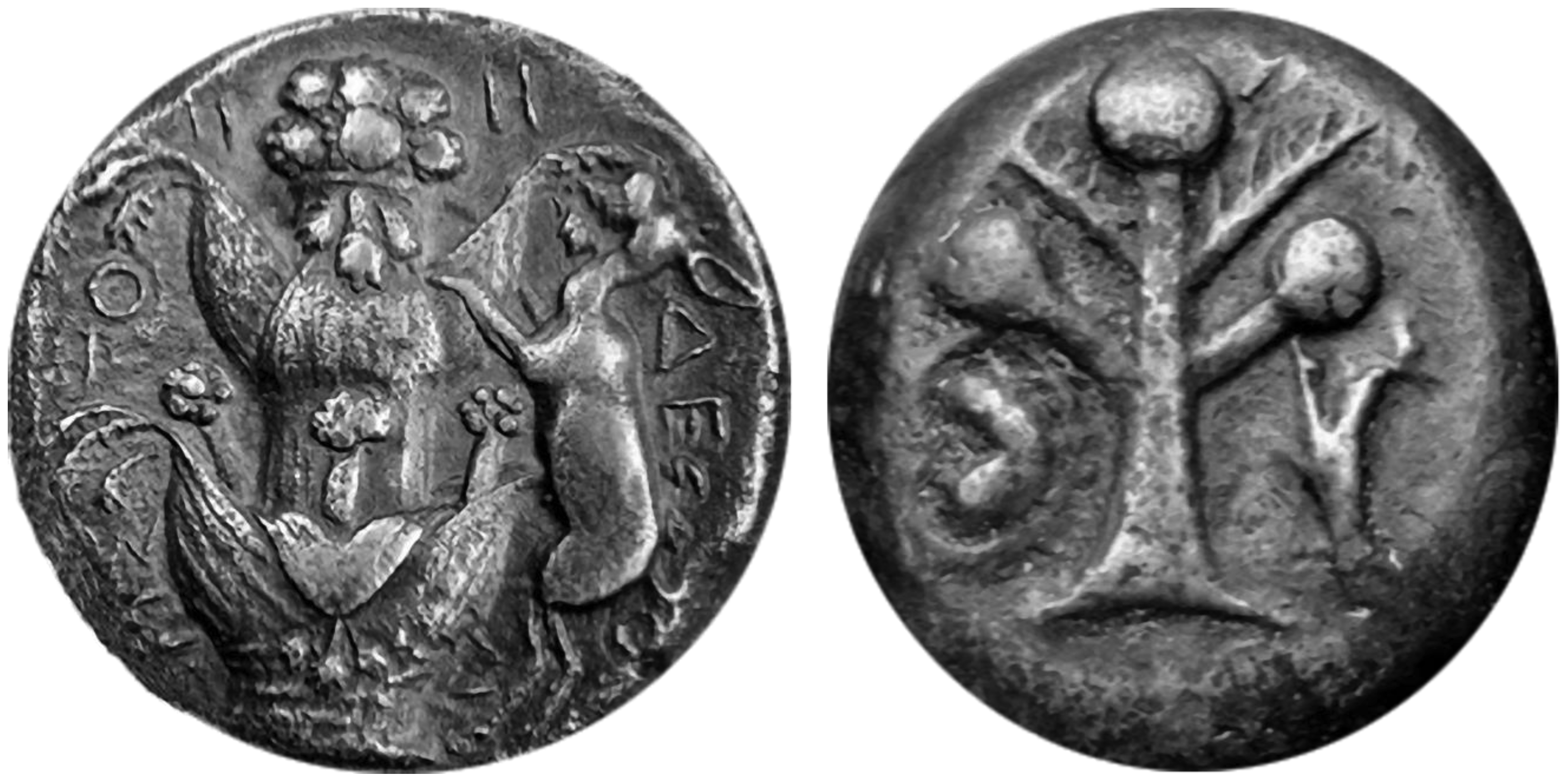
Verschiedene Tiere an einer Silphium-Pflanze auf einer Münze aus der Kyrenaika

Laut Plinius besaß die Pflanze zahlreiche starke Wurzeln und einen kräftigen Stängel, der demjenigen des Riesenfenchels ähnelte. Die als „maspetum“ (oder „maspeton“) bezeichneten Blätter ähnelten der Petersilie, sie wurden jedes Jahr abgeworfen. Die Samen waren blattförmig. Dioskurides erwähnt ebenfalls die blattförmig verbreiterten Samen; nach ihm ähneln die Blätter denen der Sellerie. Der Stängel (bei Dioskurides auch die Wurzel) wurde magydaris genannt. Die blattförmig verbreiterten Samen fielen beim Frühaufgang des Hundssterns – Mitte bis Ende des Sommers – ab. Durch Einschnitte in die Wurzel und den Stängel wurde ein Saft gewonnen, der eingedickt und haltbar gemacht gehandelt wurde. Es wird auch eine andere in Libyen wachsende Magydaris genannt; die Wurzel ist der des Silphion ähnlich, aber weniger dick, dabei scharf und locker und ohne Saft. Sie leistet dasselbe wie das Silphion.

### Identität der Pflanze
Die Identität des antiken Silphium ist bis heute nicht zweifelsfrei geklärt. Mangels archäologischer Funde ist ein direkter Vergleich zwischen Silphium und bekannten Pflanzenarten bislang nicht möglich, und die Beschreibungen der antiken Autoren sind für eine sichere botanische Zuordnung zu vage. Da die antiken Autoren die weiter verbreiteten und häufigen Ferula-Arten kannten und beschrieben, erscheint eine Identität mit einer von ihnen unwahrscheinlich. Einige Autoren vertreten die Ansicht, dass es sich um eine ausgestorbene Art handelt, da heute keine mit den antiken Beschreibungen übereinstimmende Art in Libyen mehr vorkommt und die meisten vorgeschlagenen Kandidaten ausgeschlossen werden konnten. 2021 wurde die These aufgestellt, dass es sich bei Silphium um Ferula drudeana gehandelt haben könnte.

### Verwendung und Wirkung
Wenn krankes Vieh Silphium fraß, sei es entweder sofort gesundet oder, in seltenen Fällen, gestorben. Griechen und Römer verwendeten vor allem den Saft des Silphium (Laser) als Arzneimittel und Antidot. Äußerlich angewendet erwärmte er angeblich frosterstarrte Glieder, getrunken linderte er Sehnenkrankheiten. Er wurde auch verwendet, um die Menstruation zu fördern, Vergiftungen zu kurieren, Hühneraugen zu entfernen oder Epilepsie zu heilen. Silphium galt zudem als Verhütungsmittel. Aus diesem Zusammenhang erklären sich wohl die Erwähnungen des Silphiums in einem erotischen Kontext wie etwa dem Liebesgedicht Nr. 7 des römischen Dichters Catull. Der fragt sich, wie viele Küsse er wohl mit seiner Lesbia ausgetauscht haben mag; und er antwortet: “So viele wohl, wie Kyrenes Silphiumküste Sandkörner hat.” Die Wirkung als Verhütungsmittel geht allerdings aus den Quellen nicht zweifelsfrei hervor und wird von einigen Autoren bestritten.

### Bedeutung
Die Nachfrage nach Silphium stieg in römischer Zeit. Plinius berichtet, dass unter dem Konsulat des Gaius Valerius und Marcus Herennius im Jahre 93 v. Chr. auf Kosten des römischen Staates 30 Pfund Silphium nach Rom gebracht wurden. Zu Beginn des Bürgerkrieges ließ ihm zufolge Julius Caesar neben Gold und Silber auch 1500 Pfund Silphium aus der Schatzkammer holen.

### Verschwinden
Zum Verschwinden des Silphium um etwa 50 n. Chr. berichtet Plinius, die Vorkommen seien zugrunde gegangen, weil die Wuchsorte der Pflanze im Übermaß als Viehweide genutzt worden wären, was einen höheren Ertrag aus dem Land ermöglicht hätte. Eine unglaubwürdige Notiz bei Strabon berichtet davon, die Pflanze wäre beinahe zugrunde gegangen, weil neidische Nomaden bei einem Einfall nach Cyrene versucht hätten, alle Wurzeln zu zerstören. Eine Beteiligung von Übernutzung oder Klimaänderung am Aussterben ist denkbar, aber nicht belegt. Nicht wenige Forscher sind auch der Ansicht, dass Silphion um das Jahr 400 noch in größerem Umfange angebaut worden ist. Hauptquelle dafür ist ein Bericht des Bischofs Synesios von Kyrene (gestorben vor 415).
Zahlreiche Afrikaforscher des 19. und frühen 20. Jahrhunderts meinen, die Pflanze in Nordafrika gefunden zu haben. Gerhard Rohlfs in seinen Routen in Cyrenaica im Sommer 1869 beschreibt unter anderem folgendes:
„Barka bietet heute noch dieselben Producte wie einige Jahrhunderte vor und nach Christi Geburt. Aber die dichten Olivenwälder zeigen jetzt nur verwilderte Bäume, die Feigen sind nicht mehr fruchttragend, die Johannisbrotbäume werfen ihre Schoten unbenutzt zur Erde, und das wohlduftende Holz des Thyia-Baumes wird nicht mehr verarbeitet zu den zierlichen Weintischchen, an denen der Philosoph Aristippos seinen Schülern die Lehren ertheilte: sich weder um die Vergangenheit noch Zukunft zu bekümmern, sich nur mit den Reizen zu beschäftigen, die der Augenblick bietet: das Leben mit Rosen zu umwinden und von diesen nur den Duft einsaugen, ohne je die Dornen zu berühren. Nur eine Pflanze, und gerade die, welche zur Zeit des Unterganges von Pentapolitanien ausgerottet wurde, das Silphium, jetzt von den Bewohnern Drias genannt, blüht wieder überall auf den Stellen, wo es in der Glanzperiode der Römerherrschaft heimisch war, und wenn heute Drias denselben Preis hätte bei uns, wie früher, würde allein deswegen Barka ein reiches Land sein.“
Die von Rohlfs gefundene Art ist (nach dem von ihm angegebenen arabischen Namen) möglicherweise Thapsia garganica (Sterzelkraut, Garganische Purgierdolde.) gewesen. Andere Angaben setzen z. B. auch Prangos ferulacea mit dem antiken Silphium gleich.

## Ersatzpflanzen
Mit dem Verschwinden des begehrten Silphiums wurde eine andere Pflanze in den Handel gebracht, die eine ähnliche Wirkung besessen haben soll, dem echten Silphium gegenüber aber als minderwertig galt. Diese, als „medisches“ oder „persisches“ Silphion bezeichnete Pflanze war mit hoher Wahrscheinlichkeit Asant (Ferula assa-foetida), der heute noch in Persien verbreitet ist (die Pflanze wurde über die Provinz Syrien eingeführt und hieß danach gelegentlich auch syrisch; ein Vorkommen im heutigen Syrien ist unwahrscheinlich). Plinius nennt als Wuchsorte Medien, Persien und Armenien. Dieses Silphium wurde ihm zufolge zudem mit Gummi, dem Gummi des Serapionskrauts (sacopenium) und Bohnenmehl verfälscht. Neben Asant kommen wohl auch andere Ferula-Arten in Frage, etwa Ferula foetida.
Für den letztendlichen Beweis, um welche Pflanze es sich tatsächlich handelte, bräuchte man jedoch einen archäologischen Fund von Silphium.